# Список правителей гуннов
Ниже представлен неполный список правителей гуннов, но его почти невозможно завершить из-за отсутствия сохранившихся документов или списков, которые были оставлены римлянами или китайцами, которые являются единственными (кроме греков), кто в то время вёл сколько-нибудь регулярные заметки о происходящем в мире и знати различных племен и народов.
Гунны использовали руническое письмо в своих хрониках, но эти записи были написаны или на дереве или на каком-либо ином основании, которое не позволяло сохранить начертанное долгое время, в результате чего, данные либо оказывались утерянными навсегда, либо очень плохо читаемы. Мухамадиев А. Г.:
… гунны, в том числе ранние булгары, о чем свидетельствуют многочисленные надписи на сосудах из драгоценных металлов, начиная со II в. до н.э. и до VIII в. н.э. пользовались собственной письменностью. Интересным является то, что происхождение письменности гуннов связано не с китайским иероглифическим, а с древним арамейским письмом, возникшим где-то в IX в. до н.э., который являлся родоначальником греческой, а в более поздние времена и арабской письменности и т.д. Это говорит о том, что истоки гуннской культуры в целом связаны с западными ценностями. Из гуннской письменности впоследствии путём реформирования возник рунический алфавит, рассчитанный в основном для огузского диалекта древнетюркского языка
Кроме того, кочевой образ жизни, которого придерживались гунны, вынуждал их нести с собой только самое необходимое. Периоды правления некоторых правителей накладываются, потому что гунны были разделены, по крайней мере, на несколько крупных племен или родов под влиянием своих собственных вождей.
Кроме того, вероятно, нам известны лишь те имена правителей гуннов, которые жили на границах Римской империи, и с которыми римляне (византийцы) вели войны или заключали различные соглашения.

## Список правителей гуннов
- Кама-Тархан[англ.] (352—360)
- Баламир (360—378)
- Балтазар (378—390)
- Улдин (390 — до 409 или 410)
- Донат (до 412)
- Харатон (упоминается под 412, либо 410—422)
- Октар (до 430)
- Руа (до 434)
- Мундзук (390—434)
- Бледа (434—444)
- Аттила (434—453)
- Эллак (453—454)
- Денгизик (454—469)
- Тулдила
- Эрнак (с 496) или до 481
- Тингиз
- Джураш (до 505/515)
- Татра
- Грод (до 528/534)
- Мугел (до 530)
- Киниалон (до 540/551)
- Зелорб (до 582)
- Боян-Чельбир (582—590)
- Тубджак (590-)

После распада империи гуннов, образовался Великий Тюркский каганат из которого позднее выделились Восточный и Западный Тюркские каганаты, где из последнего при распаде выделились Хазарский каганат, Великая Болгария и т. д. Аварский каганат не имел отношения к Великому Тюркскому каганату уже по той причине, что авары бежали от тюрок на Запад.
В каждой из областей стали править местные управители:
- Список аварских каганов (Аварский каганат);
- Список правителей хазар (Хазарский каганат);
- Список правителей кектюрков (Тюркский каганат);
- Список правителей болгар (Великая Болгария).